# (4013) Ogiria
(4013) Ogiria (1979 OM15) – planetoida z pasa głównego asteroid okrążająca Słońce w ciągu 5,6 lat w średniej odległości 3,15 j.a. Odkryta 21 lipca 1979 roku.